# Mohd Nor Umardi Rosdi
Mohd Nor Umardi Rosdi (* 11. August 1986) ist ein malaysischer Straßenradrennfahrer.

## Sportliche Laufbahn
Mohd Nor Umardi Rosdi wurde 2005 Dritter der Gesamtwertung bei der Tour of Egat Kanchanaburi. 2007 fuhr er für das LeTua Cycling Team, wo er unter anderem Zweiter in der Gesamtwertung der Tour of Terengganu wurde. Seit 2011 fährt Rosdi für das Terengganu Cycling Team. In seinem zweiten Jahr dort gewann er den Sarawak Grand Prix und eine Etappe bei der Tour de Brunei. 2013 entschied er eine Etappe des CFI International Race 3 – Delhi für sich und 2016 die nationale Zeitfahrmeisterschaft.

## Erfolge
2012
- eine Etappe Tour de Brunei

2013
- CFI International Race 3 – Delhi

2016
- Malayischer Meister – Einzelzeitfahren

## Teams
- 2007 LeTua Cycling Team

- 2011 Terengganu Cycling Team
- 2012 Terengganu Cycling Team
- 2013 Terengganu Cycling Team
- 2014 Terengganu Cycling Team
- 2015 Terengganu Cycling Team
- 2016 Terengganu Cycling Team
- 2017 Terengganu Cycling Team
- 2018 Terengganu Cycling Team
- 2019 Terengganu Cycling Team